# Urinrörsöppning
Urinrörsöppning, även urinrörsmynning, latin: orificium urethrae externum, avser den öppning i urinröret, ur vilket urinen töms. Hos mannen är öppningen belägen längst ut på ollonet och hos kvinnan i vestibulum.

## Bilder

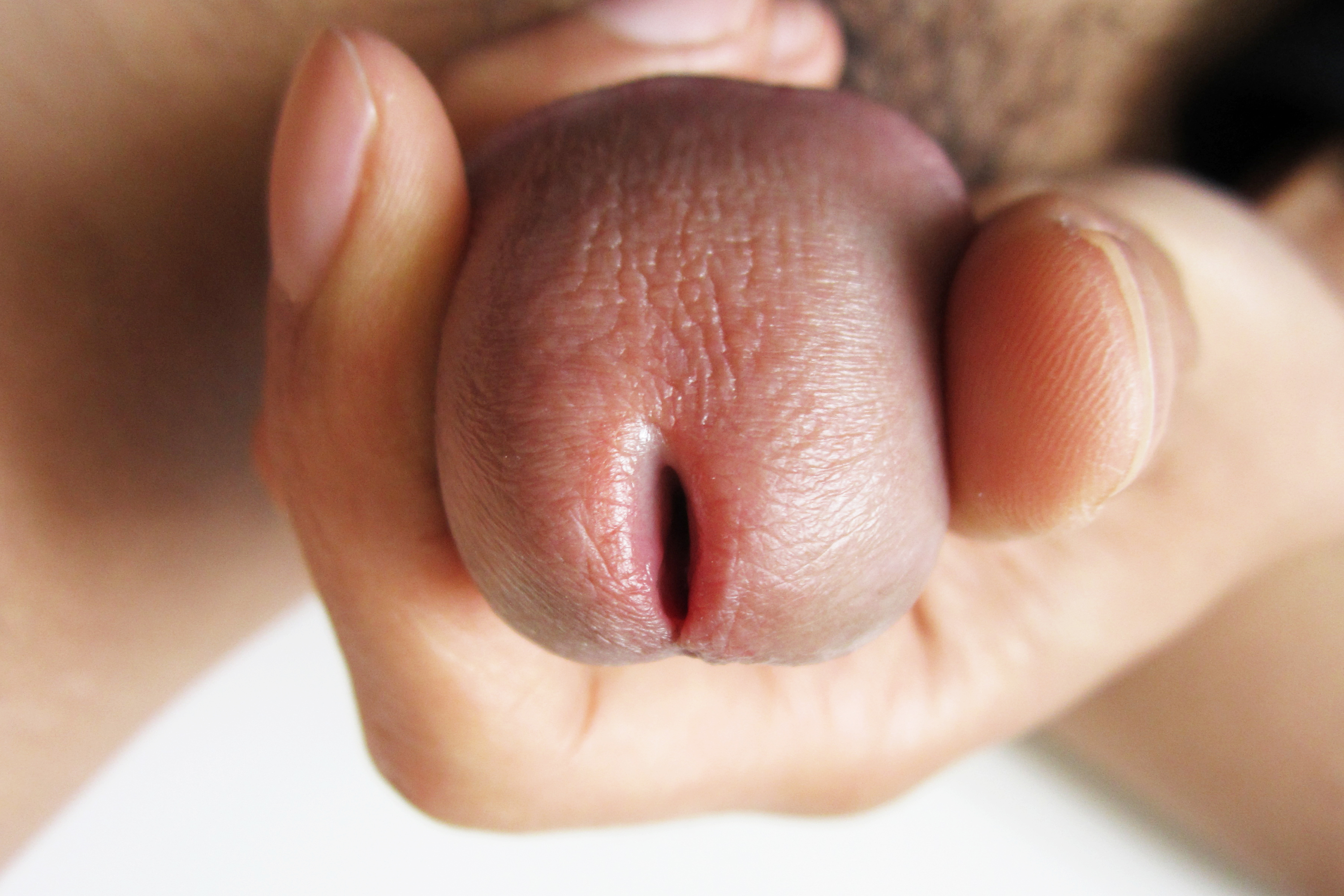
Urinrörsöppning hos en man.
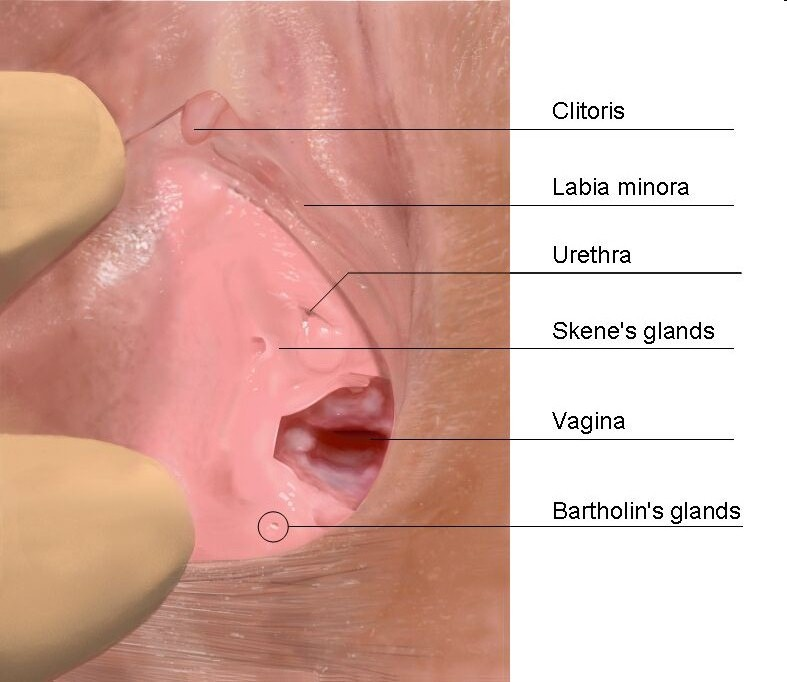
Urinrörsöppning hos en kvinna.